# Tysmenytsia
Tysmenytsia (en ukrainien : Тисмениця ; en russe : Тысменица, Tysmenitsa ; en polonais : Tyśmienica) est une ville de l'oblast d'Ivano-Frankivsk, en Ukraine. Sa population s'élevait à 9 096 habitants en 2021.

## Géographie
Tysmenytsia est arrosée par la rivière Vorona, un affluent de la Bystritsa et se trouve à 11 km à l'est-sud-est d'Ivano-Frankivsk et à 444 km à l’est-sud-est de Kiev.

## Histoire
La première mention de Tysmenytsia remonte à l'année 1143. En 1449, le roi de Pologne Casimir IV Jagellon accorda des privilèges urbains (droit de Magdebourg) à Tysmenytsia.
La Galicie a fait partie de l'empire d'Autriche de 1772 (premier partage de la Pologne, avec la Russie et la Prusse) jusqu'à la création de la Pologne en 1918-1919.

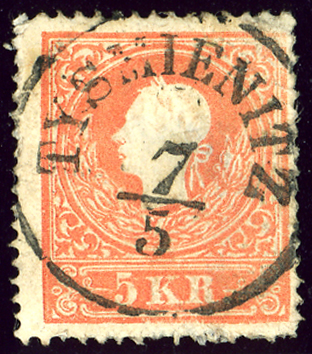
Timbre de l'empire d'Autriche oblitéré à Tysmienitz vers 1859

Au XIXe siècle, elle subit la concurrence de la ville voisine de Stanisławów, aujourd'hui Ivano-Frankivsk. En 1891, ouvrit dans la ville une usine spécialisée dans la préparation des fourrures. Cette usine devint par la suite l'une des quatre grandes entreprises de l'industrie de la fourrure de l'Union soviétique, produisant en masse pour le marché intérieur et l'exportation. Après la dislocation de l'Union soviétique, avec la participation d'investisseurs étrangers, l'entreprise fut privatisée et restructurée pour traiter des matières premières importées. En 1982, Tysmenytsia devint le centre administratif d'un raïon. Quatre ans plus tard elle était élevée du statut de commune urbaine à celui de ville.

## Personnalités liées
- Oleh Lysheha (1949-2014), né à Tysmenytsia, poète et dramaturge.

## Population
Recensements (*) ou estimations de la population :
| 1850  | 1959* | 1970* | 1979* | 1989* | 2001* | 2010  |
| ----- | ----- | ----- | ----- | ----- | ----- | ----- |
| 6 000 | 6 038 | 6 997 | 8 042 | 9 636 | 9 790 | 9 611 |

| 2011  | 2012  | 2013  | 2014  | 2015  | 2016  | 2017  |
| ----- | ----- | ----- | ----- | ----- | ----- | ----- |
| 9 618 | 9 575 | 9 497 | 9 443 | 9 394 | 9 357 | 9 347 |

| 2021  | - | - | - | - | - | - |
| ----- | - | - | - | - | - | - |
| 9 096 | - | - | - | - | - | - |

## Lieux d'intérêt

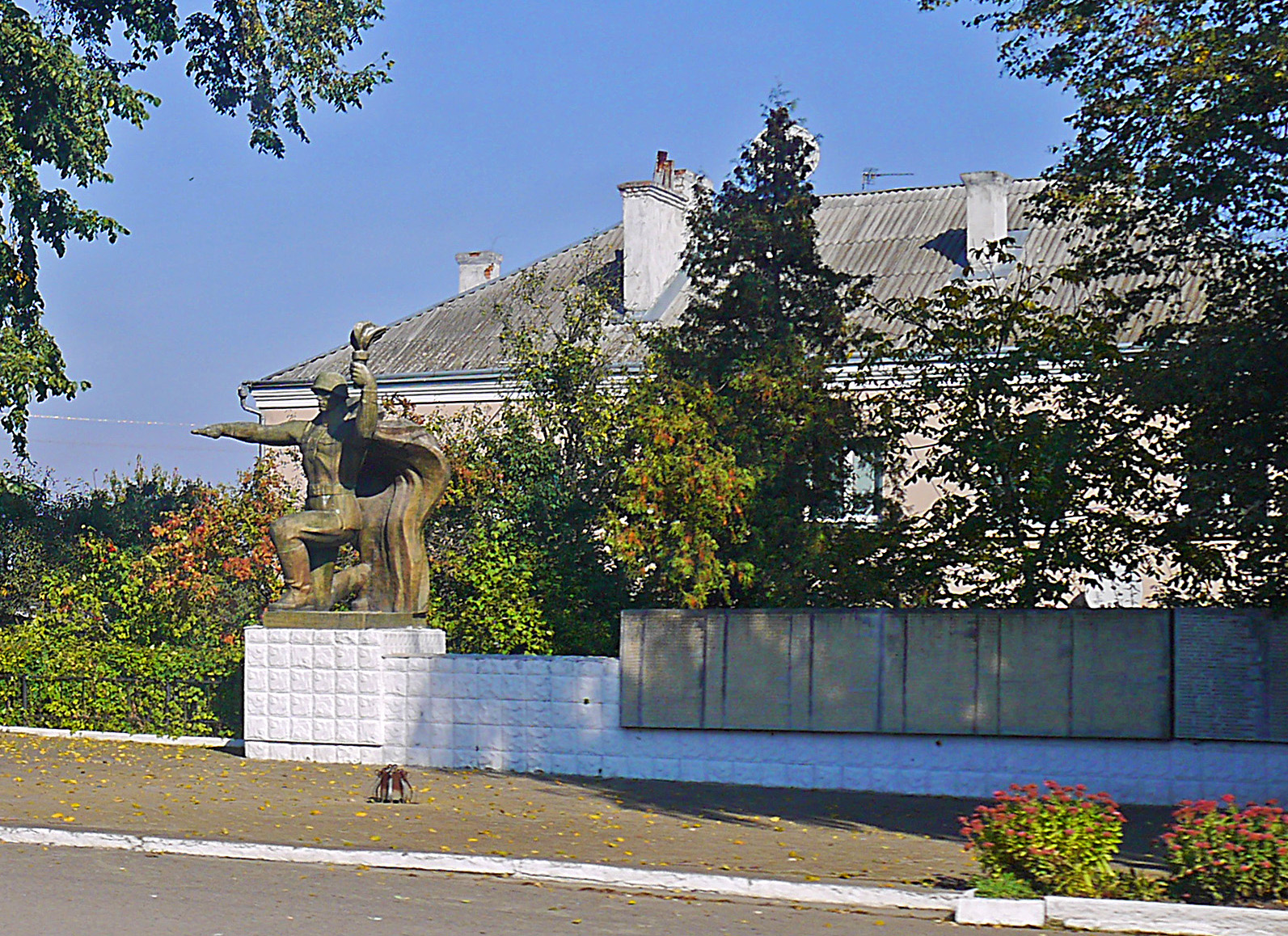
monument à la grande guerre patriotique, classé[5],
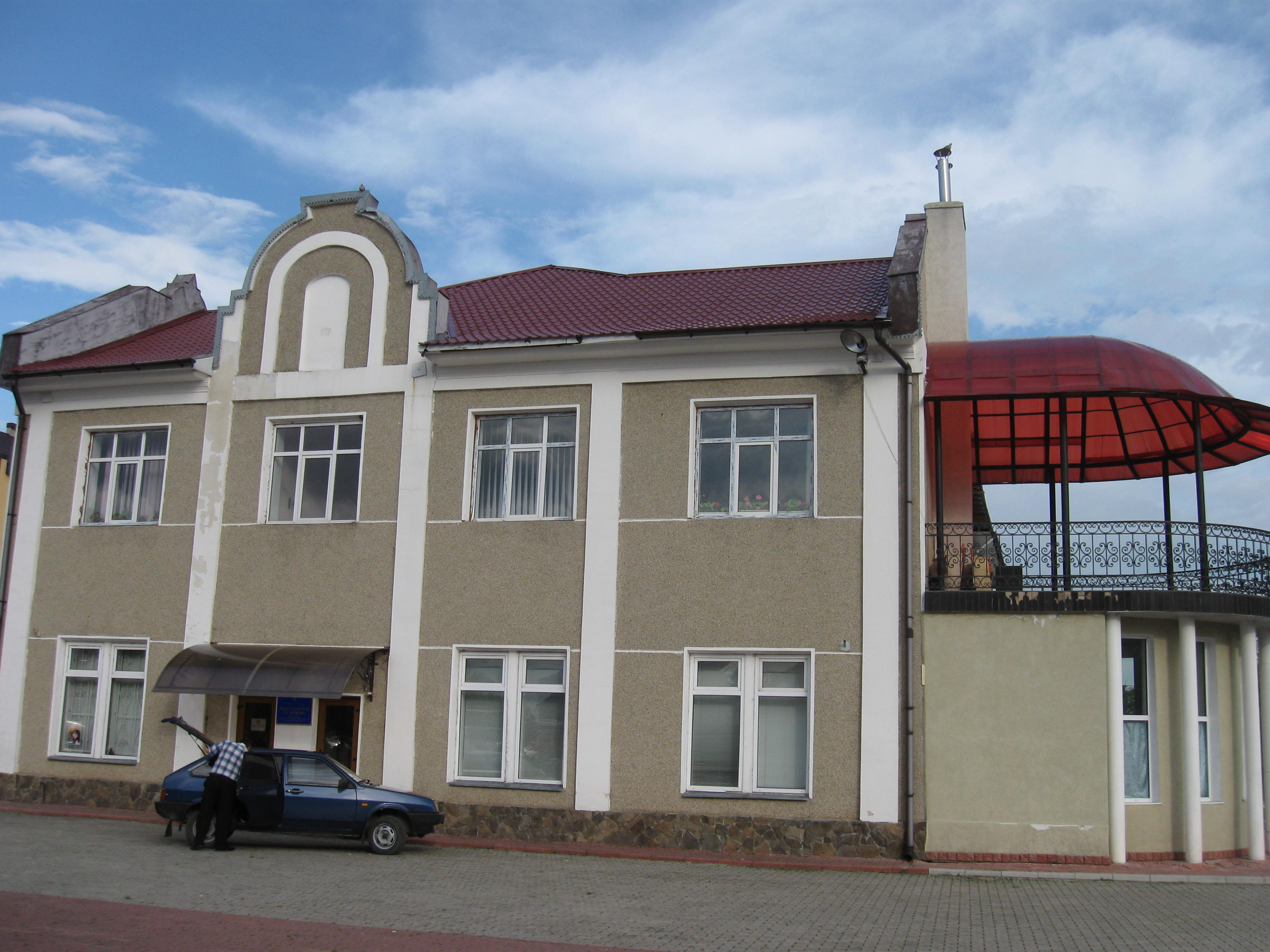
la maison de la culture du raïon,
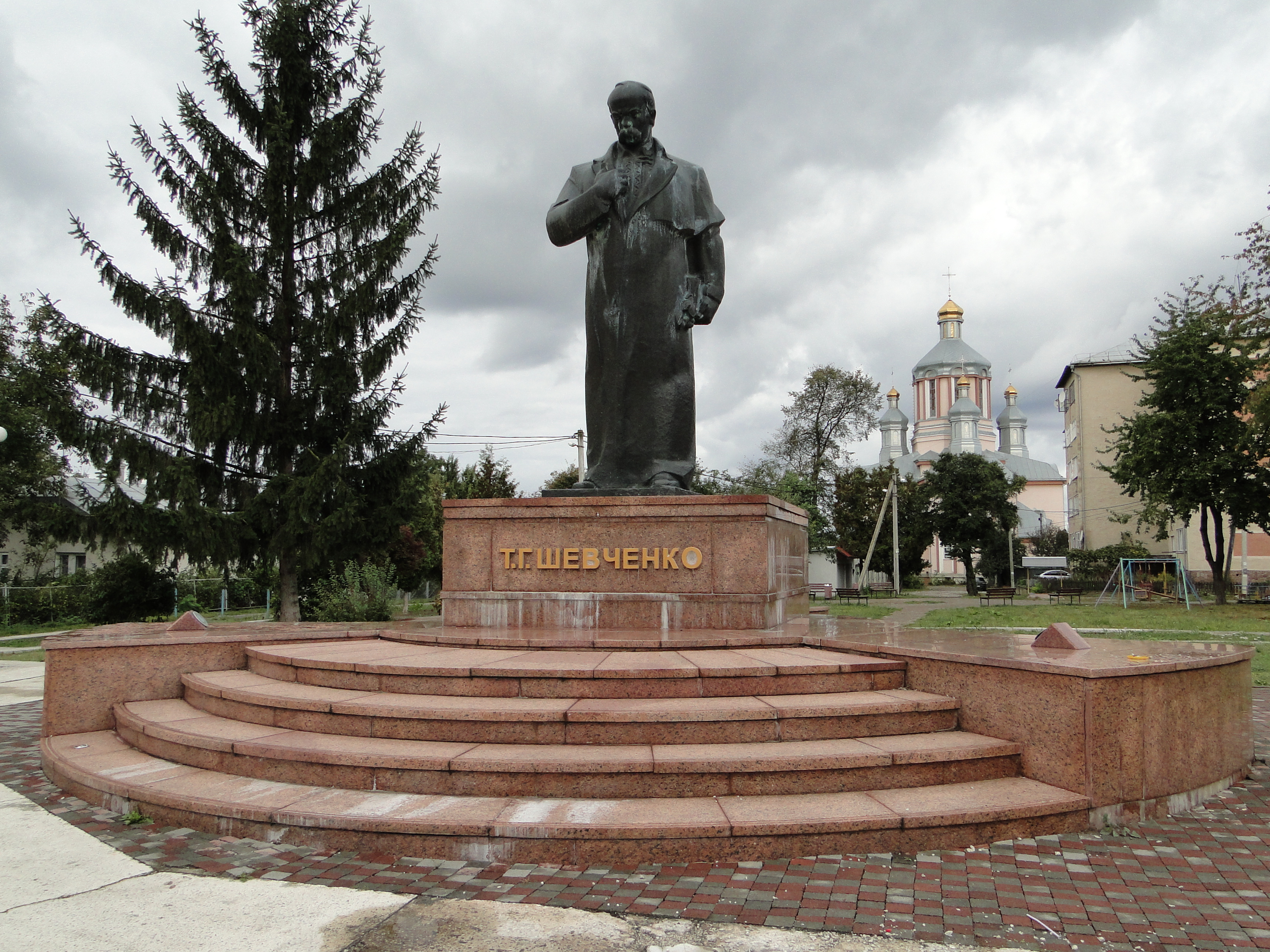
statue de Taras Chevtchenko, classée[6],
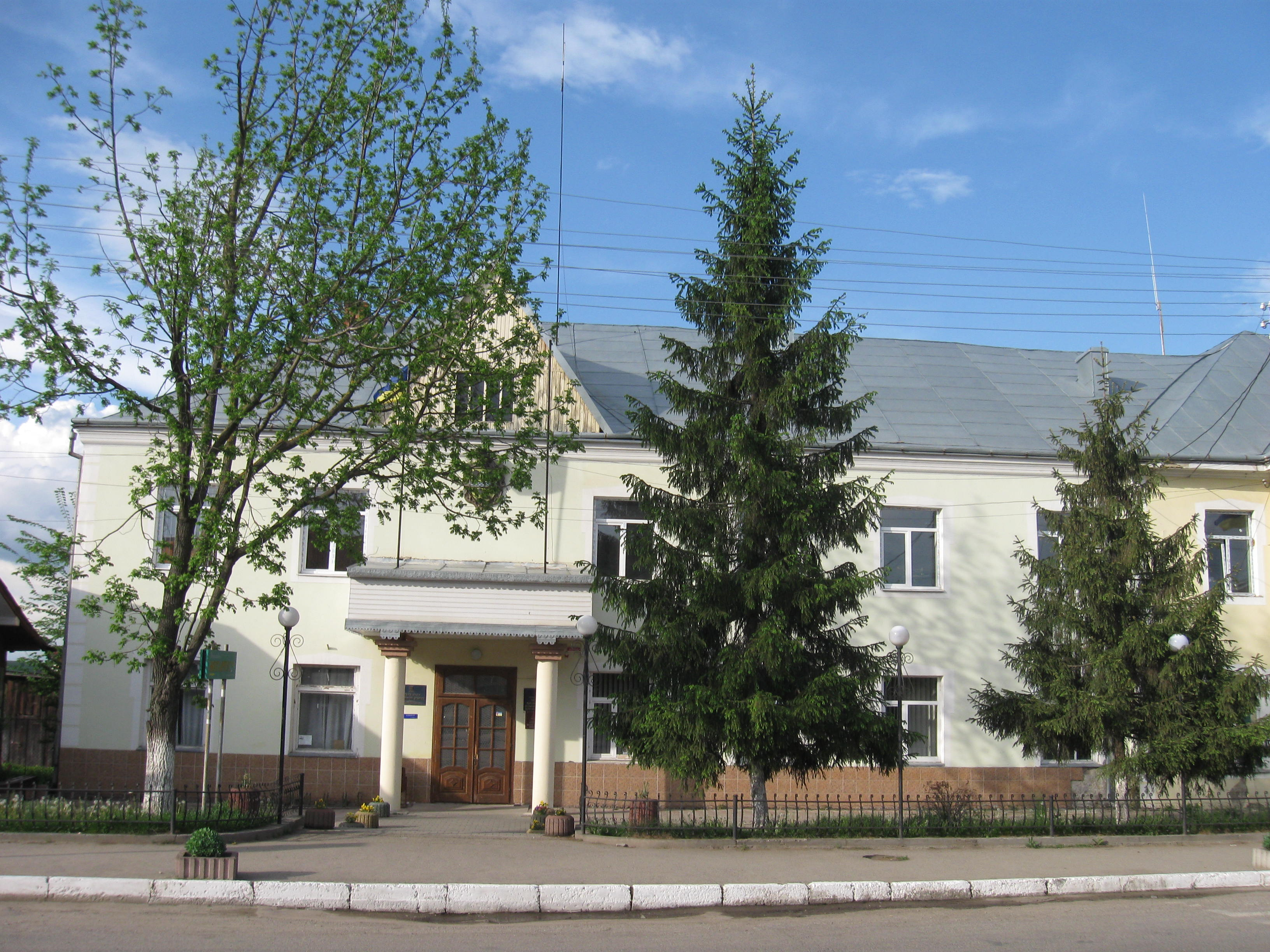
hôtel de ville.